# Martinskirche (Waldlaubersheim)

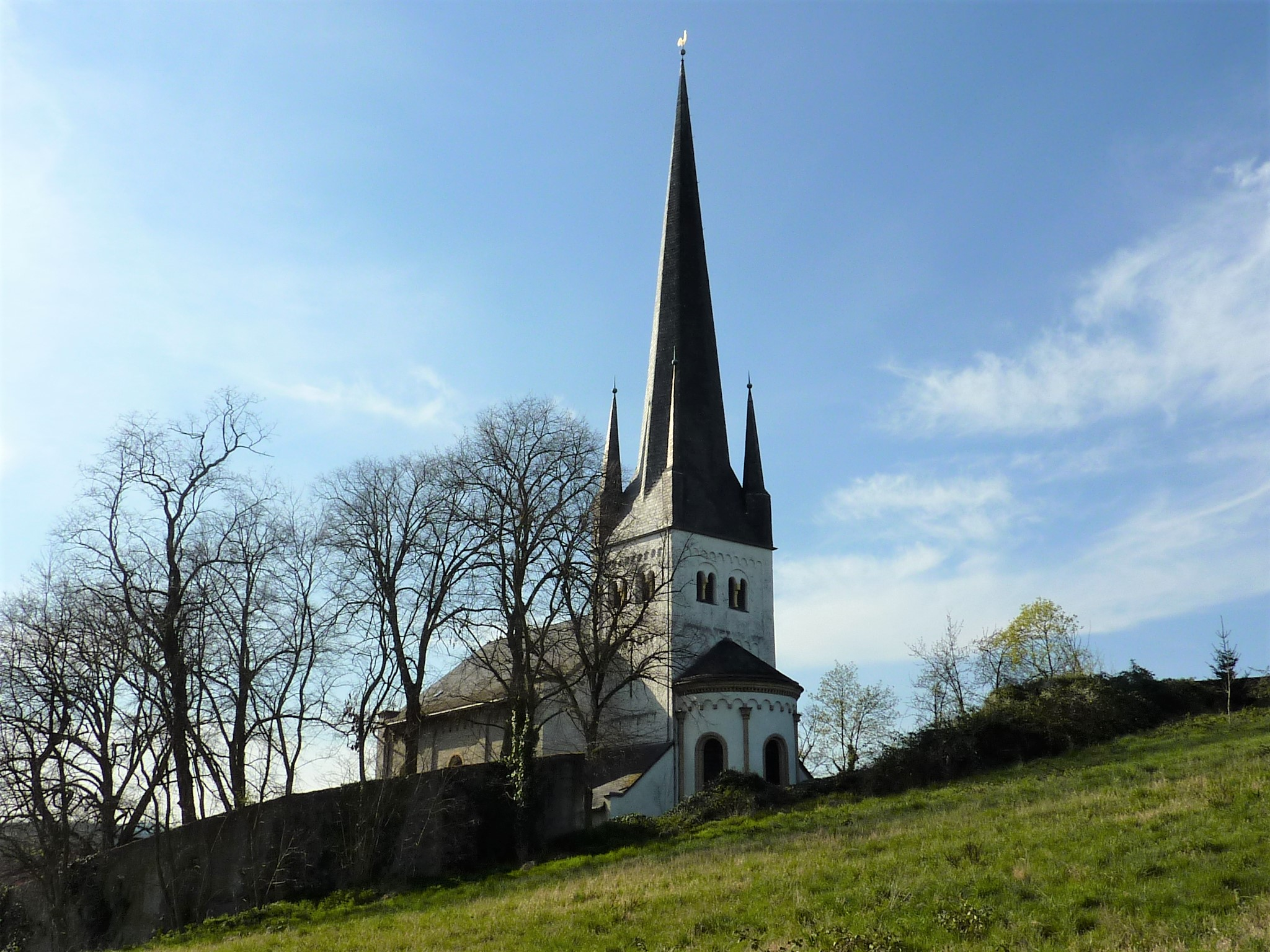
Die Martinskirche

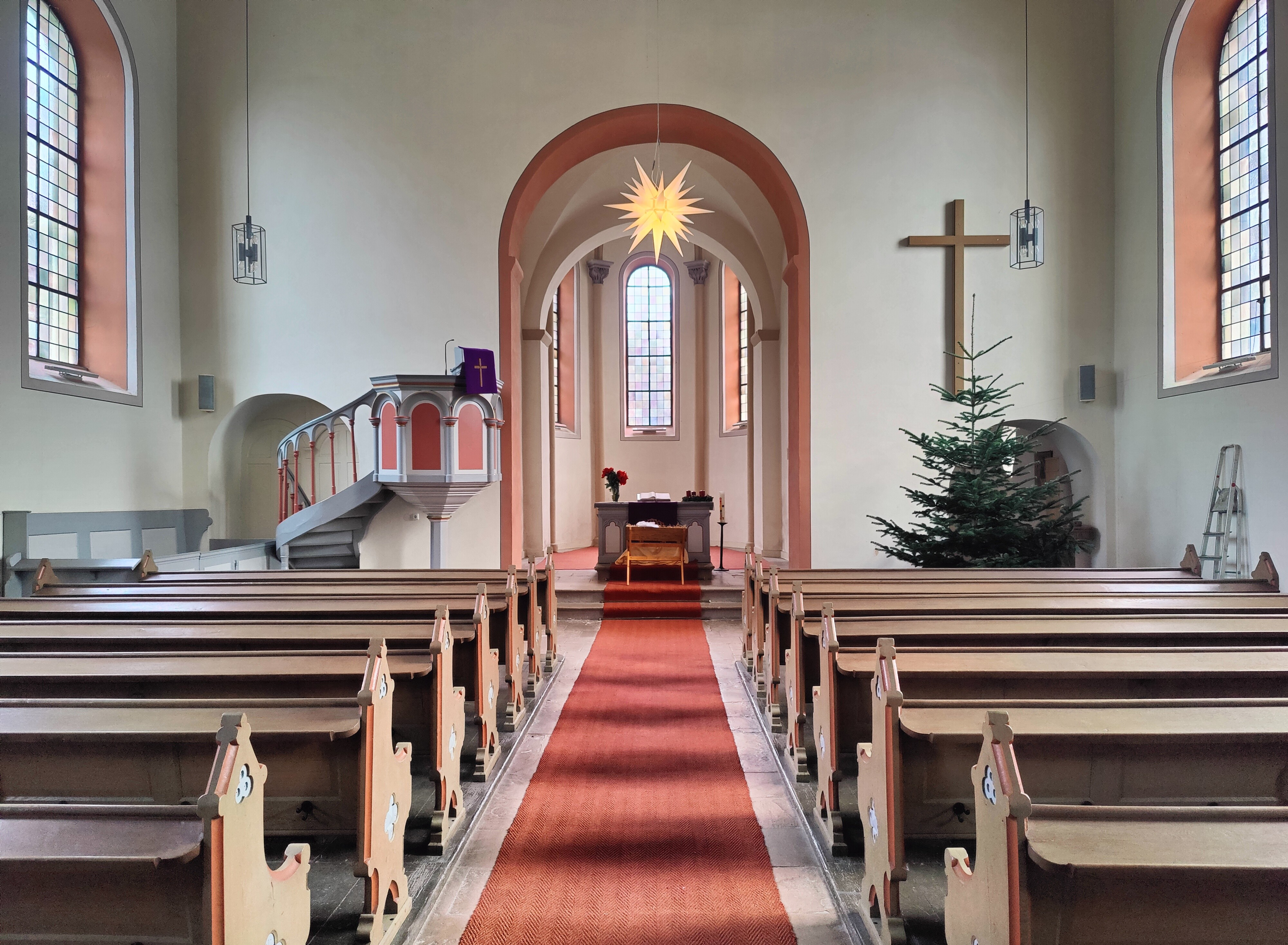
Innenraum (2022)

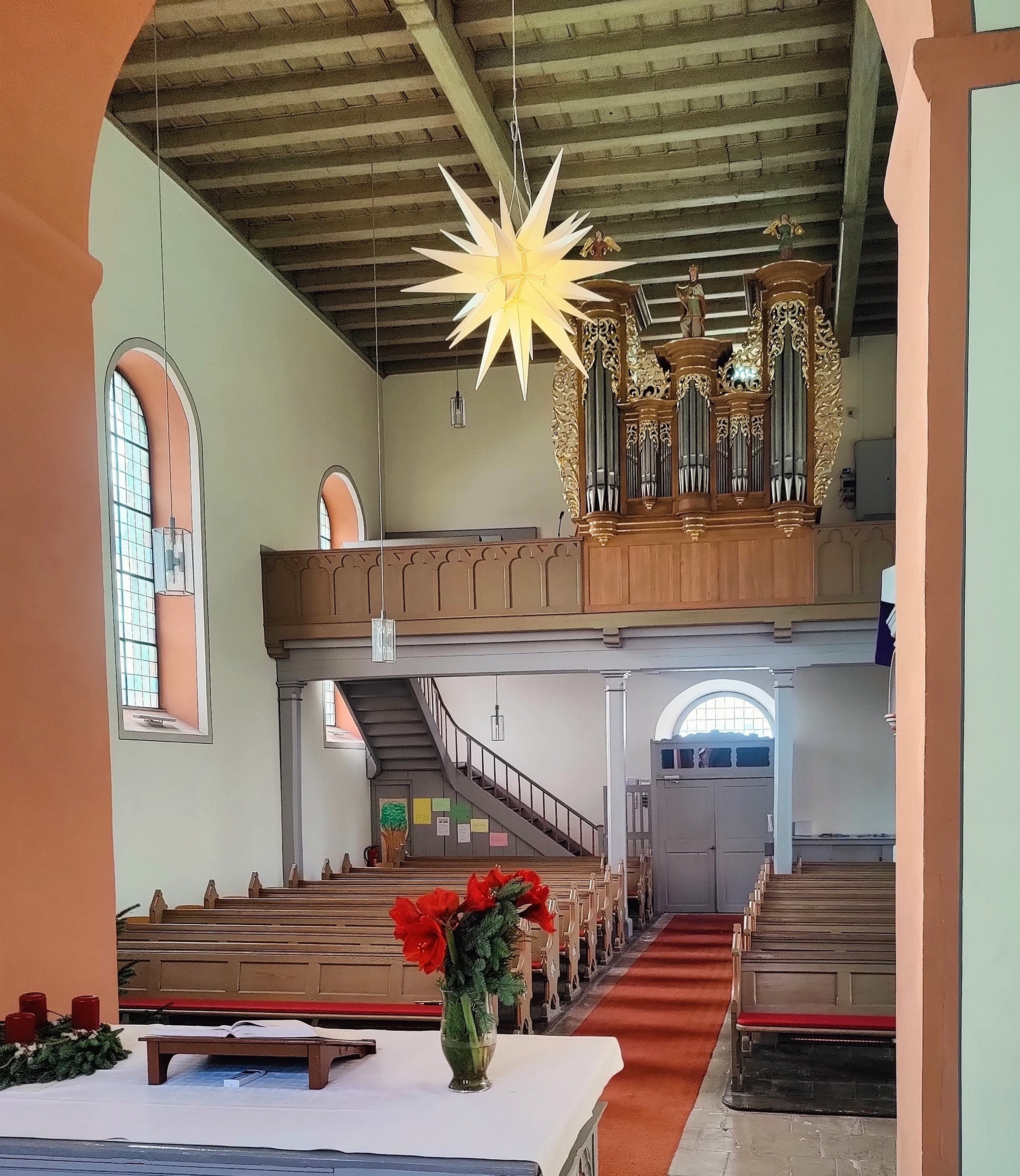
Blick zur Orgel

Die Martinskirche ist eine evangelische Pfarr- und Autobahnkirche in Waldlaubersheim im Landkreis Bad Kreuznach (Rheinland-Pfalz). Sie gehört zum Kirchenkreis An Nahe und Glan der Evangelischen Kirche im Rheinland (EKiR).

## Geschichte
Die Martinskirche wurde um 1190 als Wehrkirche erbaut, aus dieser Zeit stammt noch der romanische Chorturm mit dem Chorjoch im Turmuntergeschoss mit anschließender Halbkreisapsis. Um 1500 erhielt der Turm seinen spätgotischen Helm mit vier schlanken Ecktürmchen und beiderseits netzgewölbten Anbauten. 1862/63 musste das dreischiffige Langhaus der romanischen Kirche aufgrund von Baufälligkeit niedergelegt werden und wurde mit der Chorapsis als schlichte Saalkirche unter Beibehaltung des Turms neu erbaut. Als Folge des Neubaus kam es zu einer Absenkung des Chorturms. Dieser musste 1963 abgetragen werden. Er wurde daraufhin in den alten Formen rekonstruiert.
Seit 1991 ist die Martinskirche auch Autobahnkirche.

## Orgel

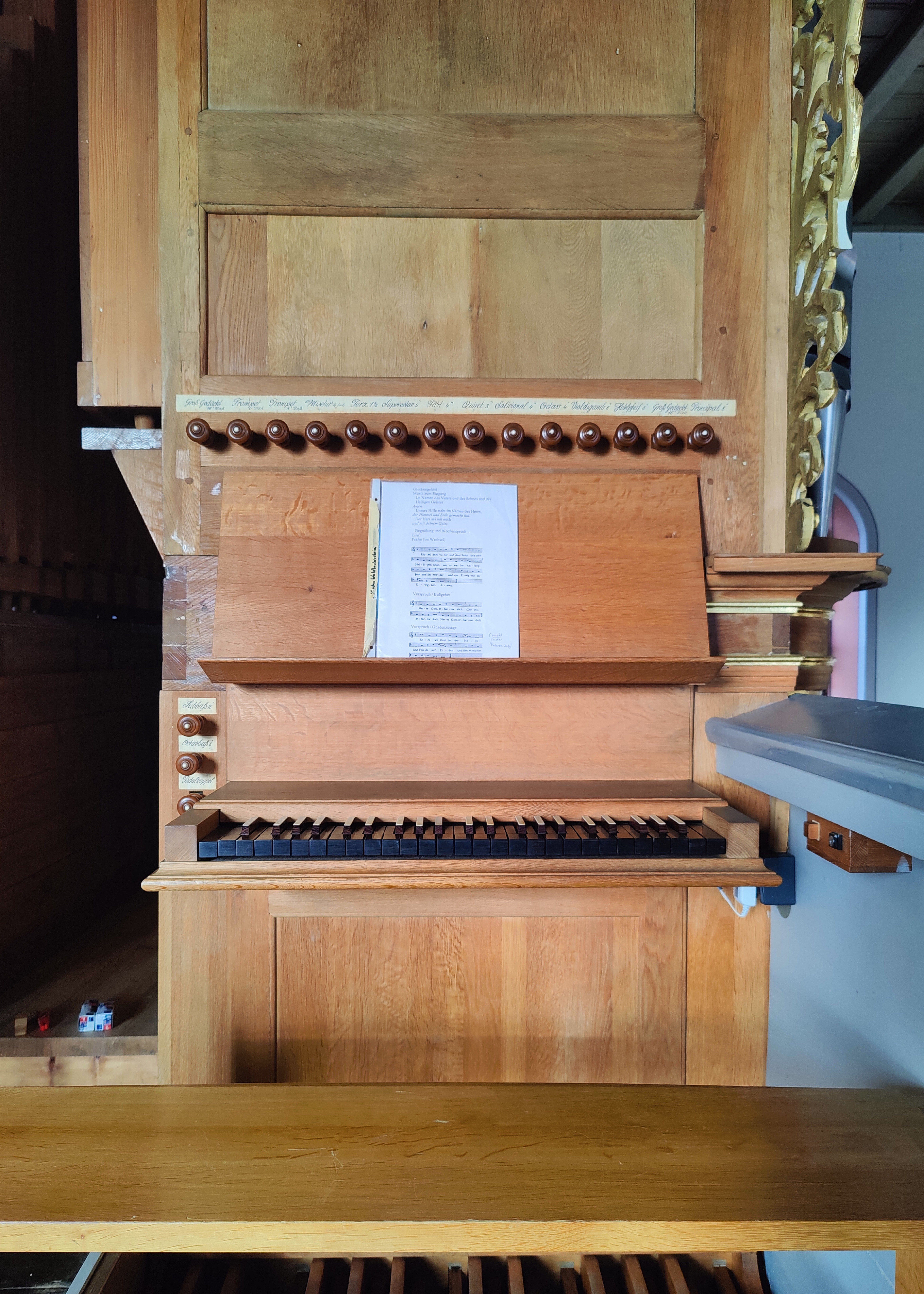
Spielanlage der Orgel

Die Orgel wurde von dem Orgelbauer Johann Michael Stumm (Rhaunen-Sulzbach) erbaut, vermutlich im Jahre 1742. Das ursprüngliche Instrument hatte 12 Register auf einem Manual mit einem angehängten Pedal, ohne eigene Register. Als in den Jahren 1862–1863 das Langhaus und die Apsis neu errichtet wurden, wurde die Orgel von dem Orgelbauer Johann Schlaad überarbeitet, wobei drei Register entfernt wurden und zwei Pedalregister hinzugefügt wurden. 1929 ersetzte die Orgelbaufirma Oberlinger die im Jahre 1917 zu Kriegszwecken abgelieferten Prospektpfeifen und stattete das Instrument mit einem elektrisch angetriebenen Magazinbalg aus. In den Jahren 1986 bis 1987 restaurierte die Orgelbaufirma Oberlinger das Instrument und führte das Manualwerk auf den Ursprungszustand von 1742 zurück. Die Erweiterung durch ein Pedalwerk blieb unangetastet.
| Manualwerk C,D–c3  |     |  |
| Principal          | 8′  |  |
| Groß Gedackt (B/D) | 16′ |  |
| Hohlpfeif          | 8′  |  |
| Violdigamb         | 8′  |  |

| (Fortsetzung) |    |
| Octav         | 4′ |
| Flöt          | 4′ |
| Salicional    | 4′ |
| Quint         | 3′ |

| (Fortsetzung) |        |
| Superoctav    | 2′     |
| Terz          | 1 3⁄5′ |
| Mixtur IV     | 1′     |
| Trompet (B/D) | 8′     |

| Pedal C,D–c1 |     |
| Subbass      | 16′ |
| Octavbass    | 8′  |

- Anmerkungen

1. 1 2 3  1986 rekonstruiertes Register, das 1862/1863 von Schlaad entfernt worden war.
2. ↑  1986 wurde der 4. Prinzipalchor rekonstruiert, der 1862/1863 von Schlaad entfernt worden war.